# Escola catedral

Vista da fachada oriental da Escola catedral de Viburgo, Dinamarca. O edifício foi projetado pelo arquiteto Hack Kampmann (1856-1920) e inaugurado em 1926.

Uma escola catedral ou escola catedralícia é um modelo de escola superior urbana que surgiu durante a Alta Idade Média, distinto das escolas monásticas.
Uma das principais funções das escolas catedrais era formar grupos corais para os coros de Igreja.

## História

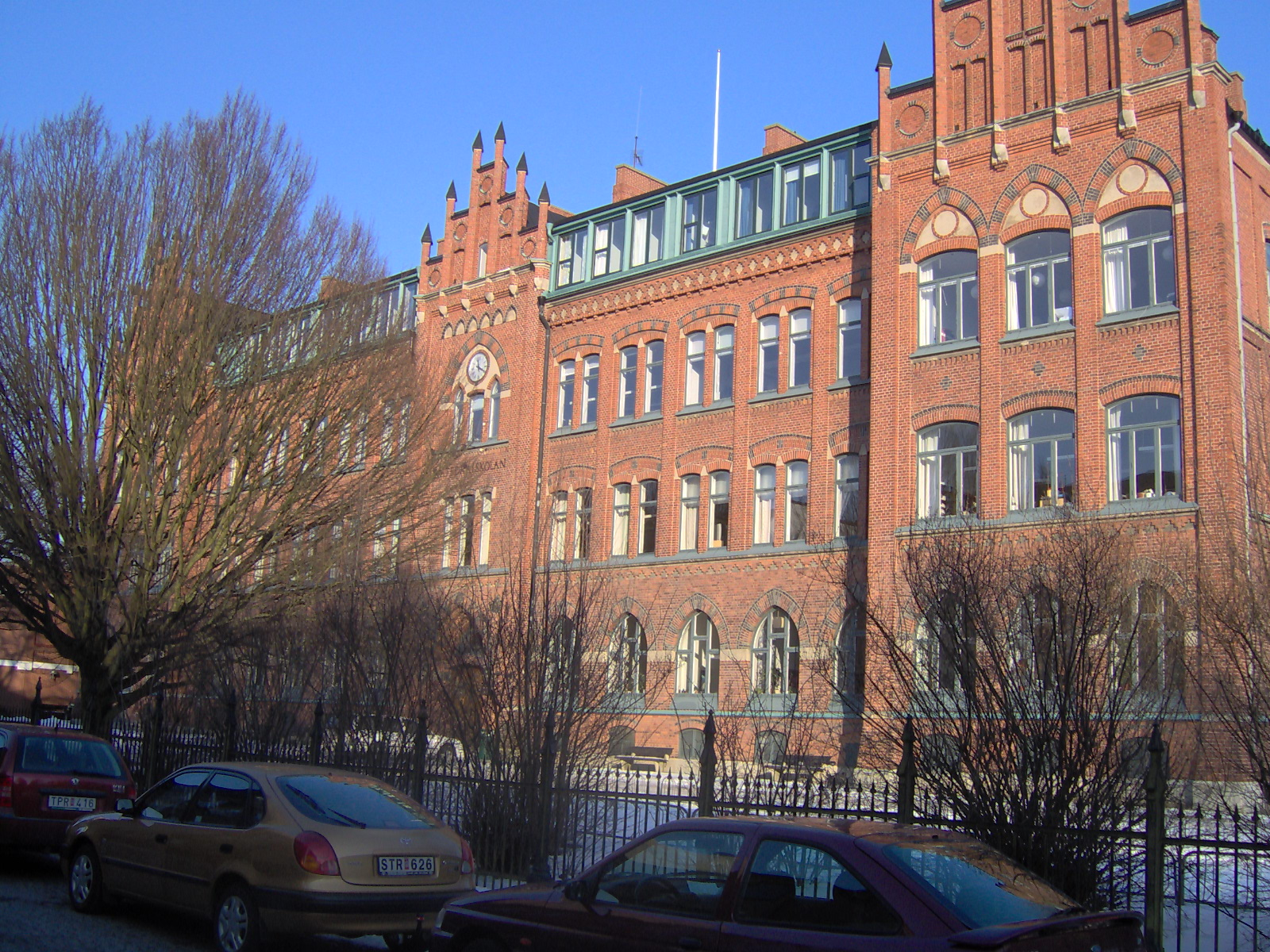
Escola catedral de Lund, na Suécia, fundada em 1085 (edifício construído em 1896).

No fim do Império Romano, à medida que a educação municipal entrou em declínio, alguns bispos dão início à fundação de escolas associadas às suas catedrais, de modo a permitir o acesso do clero à educação. A mais antiga escola deste género de que há registo é fundada durante o II Concílio de Toledo, em 527, na Espanha visigótica. Estas primeiras escolas, focadas na aprendizagem religiosa sob a tutela de um bispo, vão sendo fundadas ao longo dos séculos VI e VII em diversas regiões da atual Espanha e em cerca de vinte cidades da Gália. Durante e após a missão gregoriana de Agostinho de Cantuária ao sul de Inglaterra, no fim do século VI, a fundação das próprias dioceses é muitas vezes acompanhada pela fundação de escolas catedrais, algumas delas em funcionamento ininterrupto até aos dias de hoje.
Carlos Magno, rei dos Francos e mais tarde imperador, reconheceu a importância da educação para o clero e, ainda que de forma relativamente menor, para a nobreza. Propôs-se a renovar esta tradição já em declínio, através da promulgação de vários decretos. O decreto Admonitio generalis exigia que fossem fundadas escolas em cada mosteiro e cada diocese, nas quais as "crianças possam aprender a ler e que sejam ensinados salmos, notação, canto, cálculo e gramática". Documentos posteriores, como a epístola De litteris colendis, exigia que os bispos selecionassem para professores homens que tivessem a vontade e capacidade de instruir Um decreto do Concílio de Frankfurt (794) recomendou que os bispos fossem responsáveis pela instrução do clero a seu cargo.
Posteriormente, são fundadas escolas catedrais em algumas das principais cidades europeias, entre as quais Chartres, Orleães, Paris, Laon, Liége, Reims, Ruão e Utreque. No seguimento da tradição anterior, estas escolas catedrais ensinam fundamentalmente o futuro clero e administradores letrados para as cortes cada vez mais complexas durante o Renascimento do século XII. Por exemplo, a corte de Henrique I de Inglaterra tinha laços estreitos com a escola catedral de Laon.